# Sun Ye
Sun Ye (孙晔S, 孫曄T, Sūn YèP; Shanghai, 15 gennaio 1989) è un'ex nuotatrice cinese.

## Palmarès
- Olimpiadi

Pechino 2008: bronzo nella 4x100m misti.
- Mondiali

Shanghai 2011: argento nella 4x100m misti.
- Mondiali in vasca corta

Dubai 2010: argento nei 200m rana.
- Giochi asiatici

Canton 2010: argento nei 200m rana.
- Campionati asiatici

Foshan 2009: oro nei 200m rana e nella 4x100m misti.
- Universiadi

Shenzen 2011: oro nei 100m rana, nei 200m rana e nella 4x100m misti.